# Raymondia aspera
Raymondia aspera är en tvåvingeart som beskrevs av Maa 1968. Raymondia aspera ingår i släktet Raymondia och familjen lusflugor.
Artens utbredningsområde är Moçambique. Inga underarter finns listade i Catalogue of Life.